# Conocephalus equatorialis
Conocephalus equatorialis är en insektsart som först beskrevs av Giglio-tos 1898.  Conocephalus equatorialis ingår i släktet Conocephalus och familjen vårtbitare. Inga underarter finns listade i Catalogue of Life.